# 忘卻
〈忘却〉（日语：／ Bōkyaku */?）是日本創作歌手宇多田光的歌曲，並迎來日本饒舌歌手KOHH客席獻聲。歌曲於2017年1月19日由環球音樂旗下的維京唱片作為宇多田光第六張原創專輯《Fantôme》的宣傳單曲發行。

## 音樂錄影帶
〈忘卻〉的音樂錄影帶於2017年1月19日（宇多田光的34歲生日當天）在YouTube上完整公開。錄影帶的導演為曾與Yogee New Waves以及Suchmos等歌手合作的yahyel成員山田健人。這也是他首次為主流歌手製作的作品。

## 現場表演
2016年12月9日，宇多田光於個人網絡直播活動「30代最fit。」上與客席嘉賓KOHH一同演唱了〈忘卻〉。

## 榮譽
- MTV日本音樂錄影帶大獎
最佳合作音樂錄影帶獎[4]

## 資料來源
1. ↑  . ナタリー. 2017-01-19  [2020-10-17]. （原始内容存档于2020-10-29）.
2. ↑  . NEWREEL. 2017-10-31  [2020-10-17]. （原始内容存档于2021-02-27）.
3. ↑  . Rockin'On. 2016-12-18  [2021-08-10]. （原始内容存档于2021-01-07） （日语）.
4. ↑  . MTV Japan. Viacom Networks Japan.   [2018-06-01]. （原始内容存档于2019-10-29）.